# Mennonitische Geschichtsblätter
Die Mennonitischen Geschichtsblätter (Abkürzungen: MennGBl, MGB, MGBl) sind eine international und interdisziplinär ausgerichtete Zeitschrift zur Erforschung der Täufer und hierbei insbesondere der Mennoniten. Auch die ebenfalls täuferischen Amischen und Hutterer werden in den Geschichtsblättern behandelt. Die Geschichtsblätter betrachten hierbei historische, theologische, juristische und kulturelle Aspekte. Die Zeitschrift wird jährlich vom Mennonitischen Geschichtsverein herausgebracht.
In den Jahren 1936 bis 1940 wurden die Geschichtsblätter von Christian Hege herausgegeben. Die Redaktion der Geschichtsblätter besteht derzeit aus dem Historiker, Sozialwissenschaftler und Theologen Hans-Jürgen Goertz, der Oberstudienrätin Ulrike Arnold und dem Historiker Leonard Horsch.
Zwischen 1941 und 1948 wurde die Zeitschrift nicht publiziert. 2011 erschien ein Gesamtregister für die Jahrgänge 1–67. 2017 erschien eine zweite Auflage, nun sind die Jahrgänge 1–73 enthalten.
Die Mennonitischen Geschichtsblätter werden an Mitglieder des Mennonitischen Geschichtsvereins kostenlos abgegeben. Im Abonnement kosten sie 25,00 Euro, im Buchhandel 33,00 Euro, jeweils zzgl. Porto.